# Kościół Łaski Bożej w Poznaniu

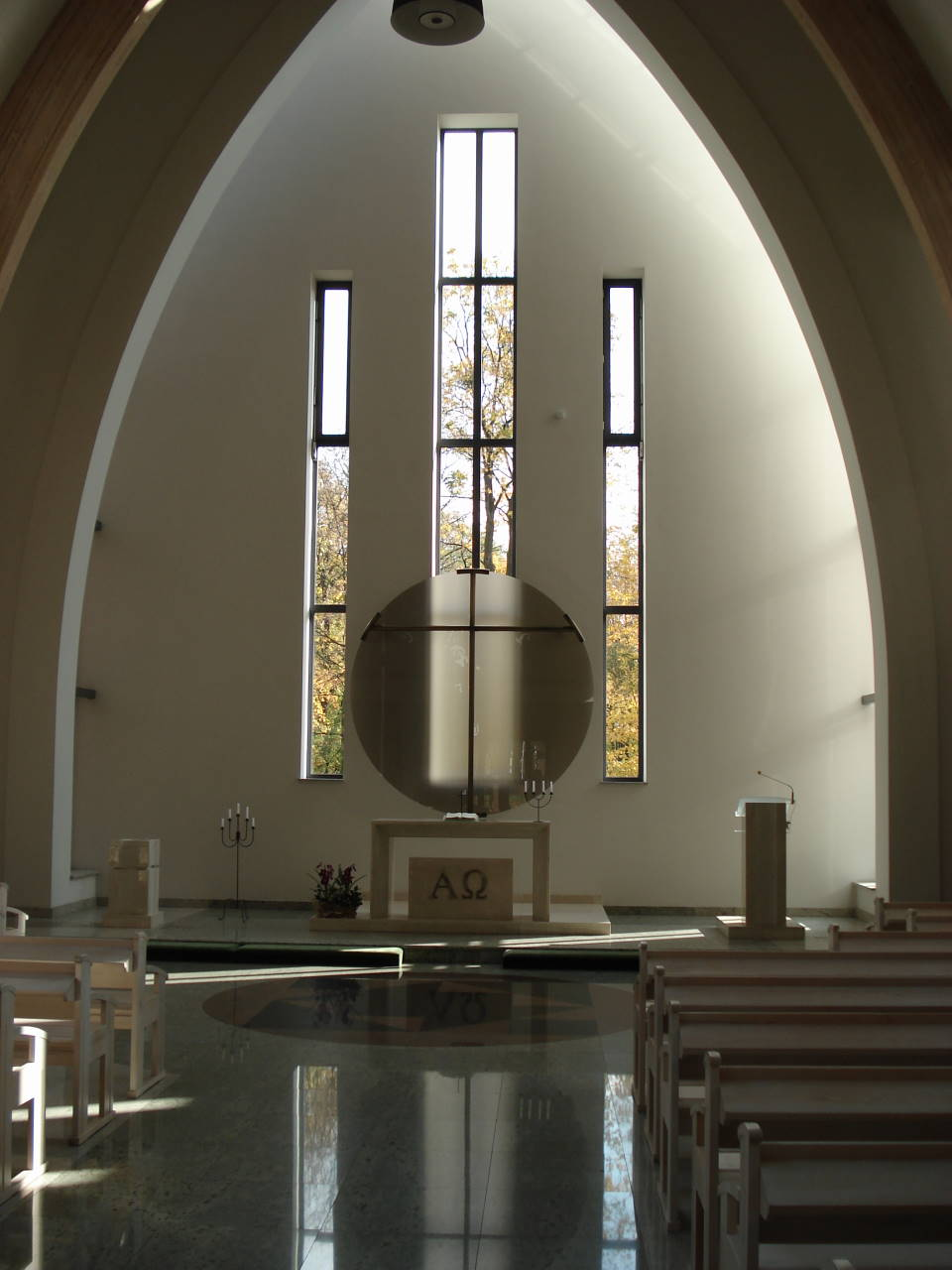
Wnętrze kościoła Łaski Bożej

Kościół Łaski Bożej w Poznaniu – kościół ewangelicko-augsburski  przy ul. Obozowej 5.

## Historia
Po II wojnie światowej liczba luteran w Poznaniu znacznie zmalała w porównaniu z okresem przedwojennym, a większość ich świątyń została przejęta przez katolików. W dniu 5 marca 1946 polska parafia ewangelicka, założona w 1920 r. i do 1939 korzystająca z kościoła staroluterskiego przy ul. Ogrodowej, odzyskała od władz miejskich i zaadaptowała na swoje potrzeby neogotycką kaplicę cmentarną przy ul. Grunwaldzkiej. W 2002 roku ruszyła budowa nowej świątyni oraz kompleksu parafialnego obejmującego stację diakonii, pastorówkę, ośrodek administracji parafialnej oraz pokoje mieszkalne i gościnne. W 2003 roku rozpoczęto odprawiać w kościele nabożeństwa, a prace ukończono w 2004 roku.
Autorami projektu byli Lechosław Czernik i Grażyna Czernik oraz Iwona Całus ze Szczecina. Wystrój natomiast zaprojektował prof. Władysław Wróblewski (ASP Poznań). 

## Architektura
Kościół wzniesiono na planie prostokąta do którego przylega od północy aneks, zaś od wschodu węższe prezbiterium na planie prostokąta. Nad wejściem, od zachodu, góruje dzwonnica z trzema dzwonami.
Strop wspiera się na wysokich drewnianych łukach. W prezbiterium znajduje się stół ołtarzowy w którego antepedium znajdują się litery alfa i omega. Za nim znajduje się jednobarwny witraż z delikatnym wizerunkiem Chrystusa oraz mosiężny krzyż. Na lewo od ołtarza znajduje się chrzcielnica, zaś na prawo ambona. Na posadzce przed prezbiterium kolisty wzór geometryczny.
Na ścianie północnej znajduje się empora. W bocznym aneksie znajduje się przeniesiona z kaplicy na Grunwaldzkiej tablica upamiętniająca przedwojennego pastora Gustawa Manitiusa zamordowanego przez niemieckich narodowych socjalistów w Forcie VII. Obok kościoła odsłonięto tablicę ku czci ks. Samuela Dambrowskiego.
Obecnie do parafii, poza nowym kompleksem, należy dawna kaplica cmentarna położona w pobliskim parku (dawnym cmentarzu) nazwanym imieniem G. Manitiusa, oraz znajdujący się przy niej kamień z 2002 roku, upamiętniający zamordowanego proboszcza.

## Organy
Organy zostały wykonane przez firmę Mollin z miejscowości Odry koło Chojnic. Mają one dwa manuały oraz klawiaturę pedałową. Ich dyspozycja przedstawia się następująco:
| Hauptwerk | Schwellwerk | Pedal |
| Bordun 16’, Principal 8’, Doppelflöte 8’, Octave 4’, Flöte 4’, Nasard 22/3’, Octave 2’, Mixtur 5x, Trompete 8’ | Gamba 8’, Vox coelestis 8’, Gedackt 8’, Traversflöte 4’, Prästant 4’, Quinte 22/3’, Waldflöte 2’, Terz 13/5’, Scharf 4x, Oboe 8’ | Principalbass 16’, Subbass 16’, Octavbass 8’, Gedacktbass 8’, Choralbass 4’, Mixturbass 4x, Fagott 16’, Trompete 8’ |

Tremulant II manuału, połączenia: I-P, II-P, II-I

## Dzwony
W lipcu 2004 roku rada parafialna zleciła wykonanie 3 nowych dzwonów. Dotarły do parafii i zostały zainstalowane na wieży 22 marca 2005 roku. Ich poświęcenia dokonał ks. bp Janusz Jagucki.
|              | Waga (kg) | Ton uderzeniowy | Rok odlania | Odlewnia                           |
| ------------ | --------- | --------------- | ----------- | ---------------------------------- |
| Mały dzwon   | ~350 kg   | h'              | 2005        | Ludwisarnia Felczyńskich, Taciszów |
| Średni dzwon | ~600 kg   | gis'            | 2005        | Ludwisarnia Felczyńskich, Taciszów |
| Duży dzwon   | ~800 kg   | fis'            | 2005        | Ludwisarnia Felczyńskich, Taciszów |